# Georg Demski
Georg Demski (ur. 22 października 1844 w Białej, zm. 26 czerwca 1918) – austriacki architekt i mistrz budowlany, związany głównie z Wiedniem.
Urodził się w Białej (dziś Bielsko-Biała) na pograniczu Śląska Austriackiego i Galicji. Skończył szkołę realną w Wiedniu, a następnie studiował na wiedeńskiej politechnice oraz Akademii Sztuk Pięknych. W roku 1867 został zatrudniony jako pomocnik techniczny na Kolei Północnej Cesarza Ferdynanda. W 1870 r. rozpoczął niezależną praktykę architektoniczną, a sześć lat później uzyskał uprawnienia mistrza budowlanego. 
Angażował się w działalność Austriackiego Stowarzyszenia Architektów i Inżynierów, którego był skarbnikiem. Wspierał opiekę społeczną stowarzyszenia i zapisał mu w testamencie pokaźne środki finansowe. Wielokrotnie występował jako biegły sądowy w zakresie budownictwa, a także był członkiem licznych komisji architektonicznych. W 1913 r. został odznaczony Krzyżem Kawalerskim Orderu Franciszka Józefa. 
Demski był reprezentantem późnego historyzmu. Z początku wykorzystywał przede wszystkim formy neorenesansowe, z czasem przeszedł zgodnie z duchem czasu w kierunku neobaroku, a ostatnie jego dzieła przynależą stylowo do secesji. Budował głównie kamienice mieszkalno-usługowe o plastycznych, bogato dekorowanych fasadach. Niemal wszystkie jego budynki powstały w Wiedniu.

## Dzieła
w Wiedniu:

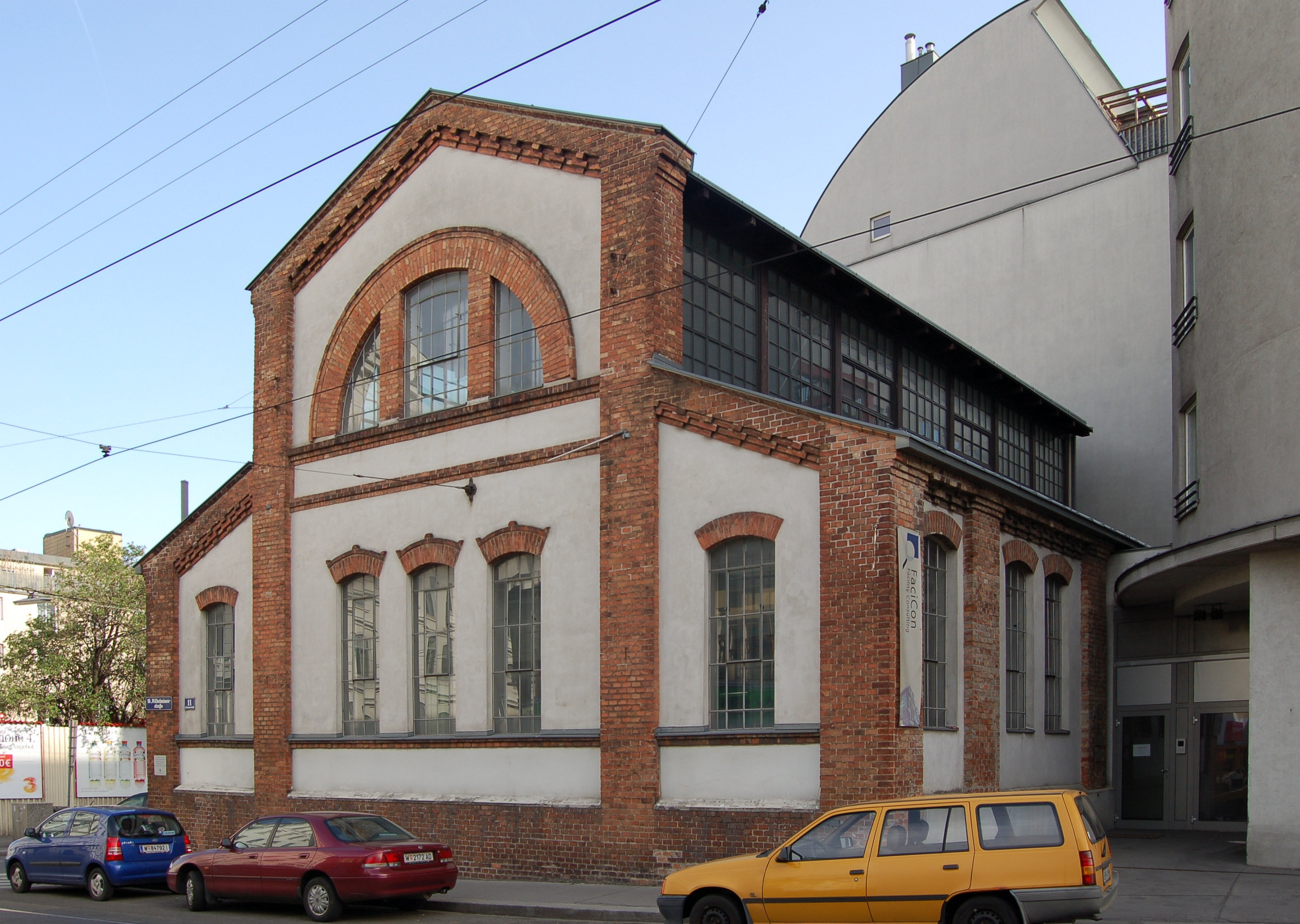
Fabryka maszyn R. Fernau Comp.

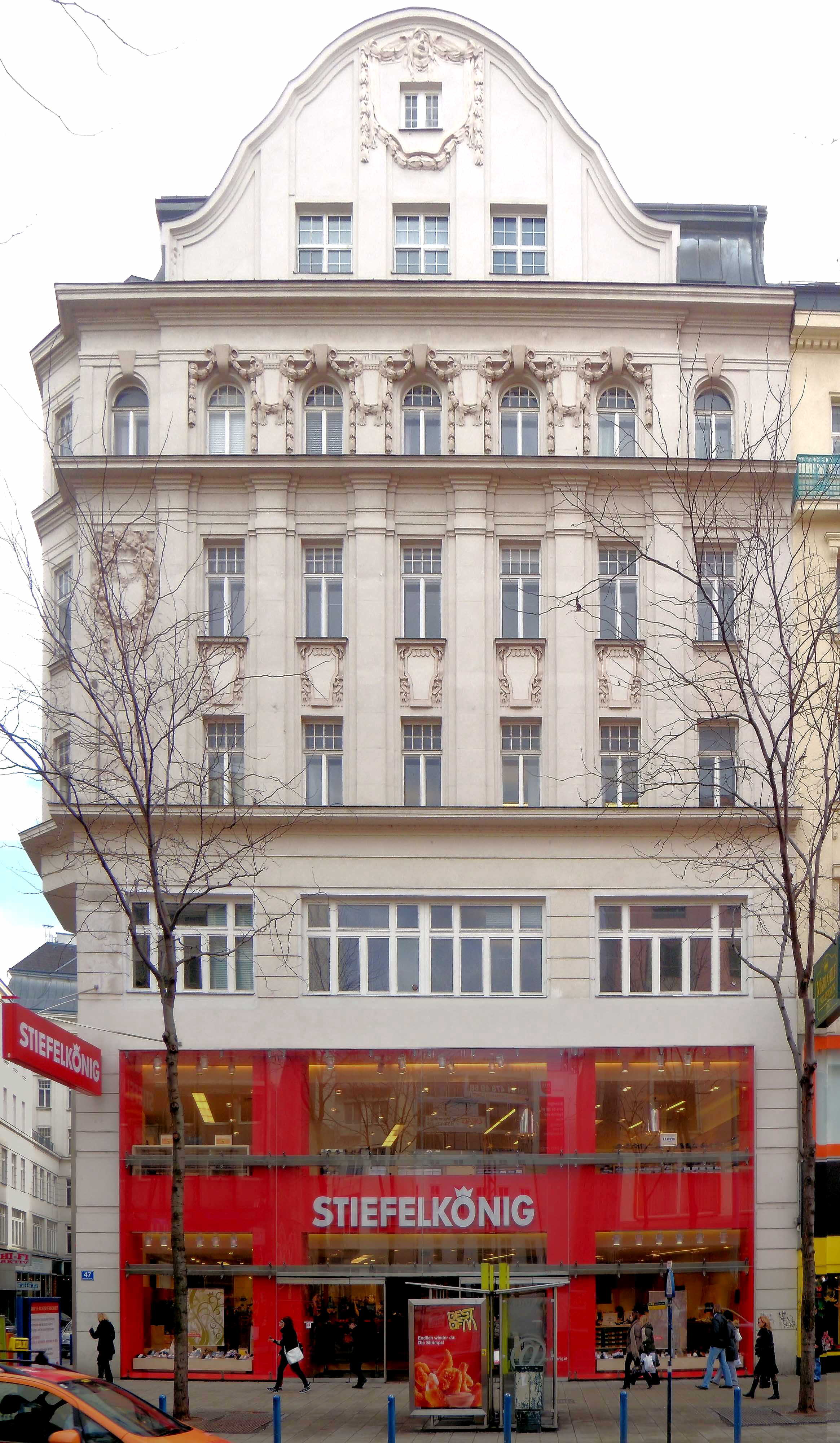
Kamienica przy Mariahilfer Strasse 47

- kamienica przy Schottenring 15, ob. siedziba Donau Versicherung (część Vienna Insurance Group, 1871-1873;
- kamienica przy Rubensgasse 9 / Klagbaumgasse 5-7, 1875;
- kamienica przy Günthergasse 3, 1883;
- kamienica przy Rechte Wienzeile 8, 1885;
- kamienica przy Alser Strasse 27, 1886;
- kamienica przy Fillgradergasse 2 / Gumpendorferstrasse 20, 1891;
- odlewnia żelaza i fabryka maszyn R. Fernau Comp. przy Wattgasse 28-32, 1892, ob. przebudowane na cele mieszkalno-usługowe;
- kamienica przy Gumpendorferstrasse 90-92 / Webgasse 1, 1894;
- kamienica przy Mariahilfer Strasse 62, 1898;
- kamienica przy Rembrandtstrasse 26 / Kraftgasse 3, przed 1898;
- kamienice przy Johann Strauss-Gasse 21 i 32, przed 1898;
- kamienica przy Gumpendorferstrasse 10, przed 1898;
- kamienice przy  Burggasse 6 i 8, przed 1898;
- „Nowy czerwony dom” przy Schwarzspanierstrasse 11 / Garnisongasse / Ferstelgasse, przed 1898;
- kamienica przy Lerchenfelderstrasse 65, przed 1898;
- kamienica przy Spiegelgasse 21, 1900-1901;
- kamienica przy Gumpendorferstrasse 9, 1903;
- kamienica przy Theobaldgasse 7 / Königsklostergasse 4, 1903;
- kamienica przy Bäckerstrasse 18, 1904;
- kamienica przy Mariahilfer Strasse 102, 1905-1906;
- kamienica przy Mariahilfer Strasse 53, 1907-1908;
- kamienica przy Lange Gasse 63, 1911;
- kamienica przy Mariahilfer Strasse 47, 1911;

w Klosterneuburgu:
- willa przy Dehmgasse 27, 1900;